# Estelle Axton
Estelle Axton, pseudonimo di Estelle Stewart (Middleton, 11 settembre 1918 – 25 febbraio 2004), è stata una produttrice discografica statunitense.
È stata cofondatrice, insieme al fratello Jim Stewart, della Stax Records di Memphis.

## Biografia
Estelle Stewart da Middleton Tennessee, si trasferisce a Memphis e sposa Everett Axton. Lavora in banca quando nel 1958, il fratello Jim Stewart, le chiede di unire le forze per creare una etichetta discografica. La Satellite Records in breve tempo si trasferirà nel vecchio Capitol Theatre per diventare la Stax Records, una delle primissime etichette discografiche multietniche.
Jim Stewart si occupa dello studio di registrazione, Estelle cura l'adiacente negozio di dischi, vero e proprio punto di ritrovo per musicisti locali che nel volgere di breve tempo, saranno colonne portanti della Stax: Isaac Hayes, il paroliere David Porter, la cantante Carla Thomas, Otis Redding, la house-band Booker T. & the M.G.'s, il cantante William Bell, il trombettista Wayne Jackson, la sezione fiati The Mar-Keys.
Nel 1970 Estelle Axton lascia la Stax e crea una sua etichetta discografica, la Fretone Records, che nel 1976 ebbe la sua più grande hit discografica mondiale con Disco Duck di Rick Dees.
Nel 2012 è stata introdotta nella Memphis Music Hall of Fame.